# هالکیا (فنلاند)
هالکیا (به فنلاندی: Halkia) یک منطقهٔ مسکونی در فنلاند است که در پرناینن واقع شده‌است.